# Piedades (Costa Rica)
Piedades es un distrito del cantón de Santa Ana, en la provincia de San José, de Costa Rica.

## Ubicación
Se ubica en el oeste del cantón y limita al norte con los distritos de Pozos y Brasil, al este con el distrito de Uruca, al oeste con el cantón de Mora, y al sur limita con el distrito de Salitral.

## Geografía
Piedades cuenta con un área de 12,07 km² y una altitud media de 899 m s. n. m.

## Demografía
Para el año 2022, Piedades cuenta con una población estimada de 9393 habitantes, y para el último censo efectuado, en 2011, Piedades contaba con una población de 8128 habitantes.

## Localidades
- Barrios: Canjel, Caraña, Cebadilla, Cuesta Achiotal, Finquitas, Montaña del Sol, Rincón San Marcos, Triunfo.

## Transporte

### Carreteras
Al distrito lo atraviesan las siguientes rutas nacionales de carretera:
- Ruta nacional 22
- Ruta nacional 27
- Ruta nacional 121

## Concejo de distrito
El concejo de distrito de Piedades vigila la actividad municipal y colabora con los respectivos distritos de su cantón. También está llamado a canalizar las necesidades y los intereses del distrito, por medio de la presentación de proyectos específicos ante el Concejo Municipal. El presidente del concejo del distrito es la síndica propietaria del partido Liberación Nacional, Zaida Mendoza Mena.
El concejo del distrito está integrado por:
| #                       | Partido                         | Nombre                         |
| Síndico propietario     | Síndico propietario             | Síndico propietario            |
| ----------------------- | ------------------------------- | ------------------------------ |
| 1                       | Partido Liberación Nacional     | Zaida Mendoza Mena             |
| Síndico suplente        |                                 |                                |
| 2                       | Partido Liberación Nacional     | Marco Antonio Valverde Guillén |
| Concejales propietarios |                                 |                                |
| 3                       | Partido Liberación Nacional     | Marta Inés Guillén Zamora      |
| 4                       | Partido Liberación Nacional     | Marco Leiva Jiménez            |
| 5                       | Partido del Sol                 | José Luis Sibaja Zamora        |
| 6                       | Partido Unidad Social Cristiana | Raúl Rivera Duarte             |
| Concejales suplentes    |                                 |                                |
| 7                       | Partido Liberación Nacional     | Isaac Ramos González           |
| 8                       | Partido Liberación Nacional     | Evelyn Sandí Espinoza          |
| 9                       | Partido del Sol                 | Patricia Morales Porras        |
| 10                      | Partido Unidad Social Cristiana | Sandra Delgado Artavia         |